# José Coelho
Pour les articles homonymes, voir Coelho.
José Coelho, de son nom complet José da Silva Coelho, est un footballeur international portugais né le 5 août 1961 à Penafiel. Il évoluait au poste d'attaquant.

## Biographie

### En club
José Coelho joue au Portugal pendant toute sa carrière, notamment sous les couleurs du Boavista FC,,. 
Il dispute un total de 269 matchs en première division portugaise, inscrivant 55 buts. Il réalise sa meilleure performance en première division lors de la saison 1989-1990, où il inscrit 10 buts avec l'équipe du FC Penafiel. Il se classe à deux reprises sur le podium du championnat, terminant deuxième en 1981 avec le FC Porto, puis troisième en 1992 avec Boavista.
Il remporte par ailleurs la Coupe du Portugal en 1992 avec Boavista.
Au sein des compétitions continentales européennes, il dispute douze matchs en Coupe de l'UEFA, inscrivant deux buts.

### En équipe nationale
International portugais, il reçoit huit sélections en équipe du Portugal entre 1986 et 1987, pour deux buts marqués.
Il marque lors de son premier match en équipe nationale le 12 octobre 1986 dans le cadre des qualifications de l'Euro 1988 contre la Suède (match nul 1-1 à Oeiras). 
Son deuxième et dernier but est marqué contre la Grèce le 7 janvier 1987 en amical (match nul 1-1 à Portalegre). 
Il dispute ensuite cinq matchs de qualification pour l'Euro, dont son dernier match en sélection le 20 décembre 1987 (victoire 1-0 à Ħ'Attard).

## Palmarès
Avec le FC Porto :
- Vice-champion du Portugal en 1981

Avec Boavista :
- Vainqueur de la Coupe du Portugal en 1992